# Roosevelt Island (63rd Street Line)
Roosevelt Island is een station van de metro van New York aan de 63rd Street Line in Manhattan. Het station is geopend in 1989. Lijn  maakt gebruik van dit station.
 ·  ·  ·  ·  ·  ·  ·  ·  · 